# Erzelj
Erzelj (in italiano tra le due guerre Ersel in Monte, in epoca asburgica in tedesco Ersel) è un centro abitato della Slovenia, insediamento (naselje) del comune di Vipacco.
È capoluogo di una delle 11 comunità locali in cui si suddivide il comune.

## Storia
In epoca asburgica il centro abitato costituiva un comune autonomo del Ducato di Carniola (a sua volta parte sino al 1849 del Regno d'Illiria). Il comune era inserito nel distretto giudiziario di Vipacco (Vipava, Wippach) e in quello politico di Postumia (Postojna, Adelsberg). La località era nota con il toponimo tedesco di Ersel e con quello sloveno di Erzelj.
Dopo la prima guerra mondiale passò, come tutta la Venezia Giulia, al Regno d'Italia; il toponimo venne italianizzato in Ersel in Monte, e il comune venne inserito nel circondario di Gorizia della provincia del Friuli. Il comune mantenne la medesima circoscrizione territoriale che in epoca asburgica, includendo i centri di Volchi (Volki), Mischi (Miški), Lineuz/Lenive (Lenivec) e Codreti (Kodreti). Nel 1927 passò alla nuova provincia di Gorizia, e l'anno successivo fu aggregato al comune di Vipacco.
Nel 1947, in seguito alla seconda guerra mondiale e ai Trattati di Parigi, l'intera area passò alla Jugoslavia. Dal 1991 Erzelj fa parte della Slovenia.